# حبيش بن دلف
حُبَيْشُ بْنُ دُلَفَ بْنِ عَبْسٍ اَلسَّيِّدِيُّ الضَّبِّيُّ اَلتَّمْيمِيُّ أحد سادات العرب في الجاهلية وأشرافهم، كان فارساً مشهوراً يُكثر الإغارة على بلاد الشام حتى صالحه الغساسنة ملوك بصرى بالشام على جزية يدفعونها له من أموالهم مقابل أن يكف عنهم غاراته. قال ابن ماكولا: «حبيش بن دلف بن عبس بن ذكوان بن السيد بن مالك بن بكر بن سعد بن ضبة، فارس مشهور لم يزل يغير على ملوك غسان حتى أعطوه خرجًا على أن يكف عنهم». وشهد يوم بزاخة في الجاهلية وأسر فارس مودود وأسر أيضاً عمرو بن الحارث بن أبي شمر الغساني ومن عليه وأطلقه بعد أن أشترط عليه أن يبعث إليه كل سنة بحباء فيه ذهب وفضة حتى يموت.

## أخباره وسيرته
شهد يوم بزاخة وهو يوم أغار فيه ملك الغساسنة محرق الغساني ومعه جيش كبير من إياد وتغلب وغيرها من قبائل العرب على بني ضبة من تميم وهم في بزاخة شمال نجد فاقتتل الطرفين، وكان الظفر لبني ضبة على محرق ومن معه، وأسرو محرقاً وأسر حبيش أخا محرق فقتلوهما. وفي ذلك يقول الشاعر الفرزدق:
وأسر أيضاً عمرو بن الحارث بن أبي شمر الغساني فجز نصايته ومنّ عليه وأشترط عليه أن يبعث إليه كل سنة بحملٍ يؤديه إليه. والواضح أن الغساسنة لم يلتزموا بذلك وغدروا به، فكان يكثر الإغارة عليهم في الشام حتى خافوا شره وأعطوه الجزية على أن يكف عنهم غاراته.